# Sturgeon
Sturgeon es un lugar designado por el censo ubicado en el condado de Allegheny en el estado estadounidense de Pensilvania. En el Censo de 2010 tenía una población de 1710 habitantes y una densidad poblacional de 589,5 personas por km².

## Geografía
Sturgeon se encuentra ubicado en las coordenadas 40°23′1″N 80°12′55″O / 40.38361, -80.21528. Según la Oficina del Censo de los Estados Unidos, Sturgeon tiene una superficie total de 2.9 km², de la cual 2.9 km² corresponden a tierra firme y (0%) 0 km² es agua.

## Demografía
Según el censo de 2010, había 1710 personas residiendo en Sturgeon. La densidad de población era de 589,5 hab./km². De los 1710 habitantes, Sturgeon estaba compuesto por el 96.78% blancos, el 1.11% eran afroamericanos, el 0.18% eran amerindios, el 0.29% eran asiáticos, el 0% eran isleños del Pacífico, el 0.18% eran de otras razas y el 1.46% pertenecían a dos o más razas. Del total de la población el 0.35% eran hispanos o latinos de cualquier raza.